# Рожан
Рожан (пол. Rożan) — польский дворянский герб.

## Описание
В серебряном щите с серебряной каймой, железный якорь и три розы: по одной справа, слева и снизу якоря.
На щите золотая корона о пяти листах, украшенная тремя розами.

## Герб используют
Эдуард, Карл, Тит (Яков-Фридрих) Гофманы, г.Рожан, жалованы 11.04.1822 дипломом на потомственное дворянское достоинство Царства Польского 